# Bisericile și mănăstirile din Goa
Bisericile și mănăstirile din Goa Veche este numele dat de către UNESCO unui set de monumente religioase situate în Goa Velha⁠(d) (sau Goa Veche⁠(d)), în statul Goa, India, declarate sit în Patrimoniul Mondial în 1986.
Goa a fost capitala Indiei portugheze⁠(d), centru al activităților coloniale portugheze în Asia și al campaniilor de evanghelizare din secolul al XVI-lea. Justificările pentru includerea de monumente religioase din Goa în Lista Patrimoniului Mondial sunt: 1) influența monumentelor în diseminarea formelor de artă occidentale – stilurile manueline⁠(d), manierismul și barocul – în toată Asia unde s-au fondat misiuni catolice; 2) valoarea setului de monumente din Goa ca exemplu excepțional care ilustrează munca de evanghelizare și 3) valoarea specifică a prezenței în basilica Bom Jesus⁠(d) a mormântului lui Francisco Xavier, ceea ce ilustrează un important eveniment mondial: influența religiei catolice în Asia epocii moderne.

## Istoria
Orașul Goa Veche⁠(d) a fost fondat în secolul al XV-lea de sultanatul conducătorilor musulmani din Vijayapura⁠(d) ca port pe malurile râului Mandovi⁠(d). Satul a fost cucerit în 1510 de Afonso de Albuquerque, primul vicerege portughez, cu ajutorul corsarului Timoji⁠(d), după care a rămas aproape permanent sub dominația portugheză până în secolul al XX-lea. La apogeu, s-a afirmat că ar fi avut peste 200.000 de locuitori și era cunoscut drept „Roma Orientului”, mai ales pentru splendida și nenumărata sa colecție de catedrale și biserici.

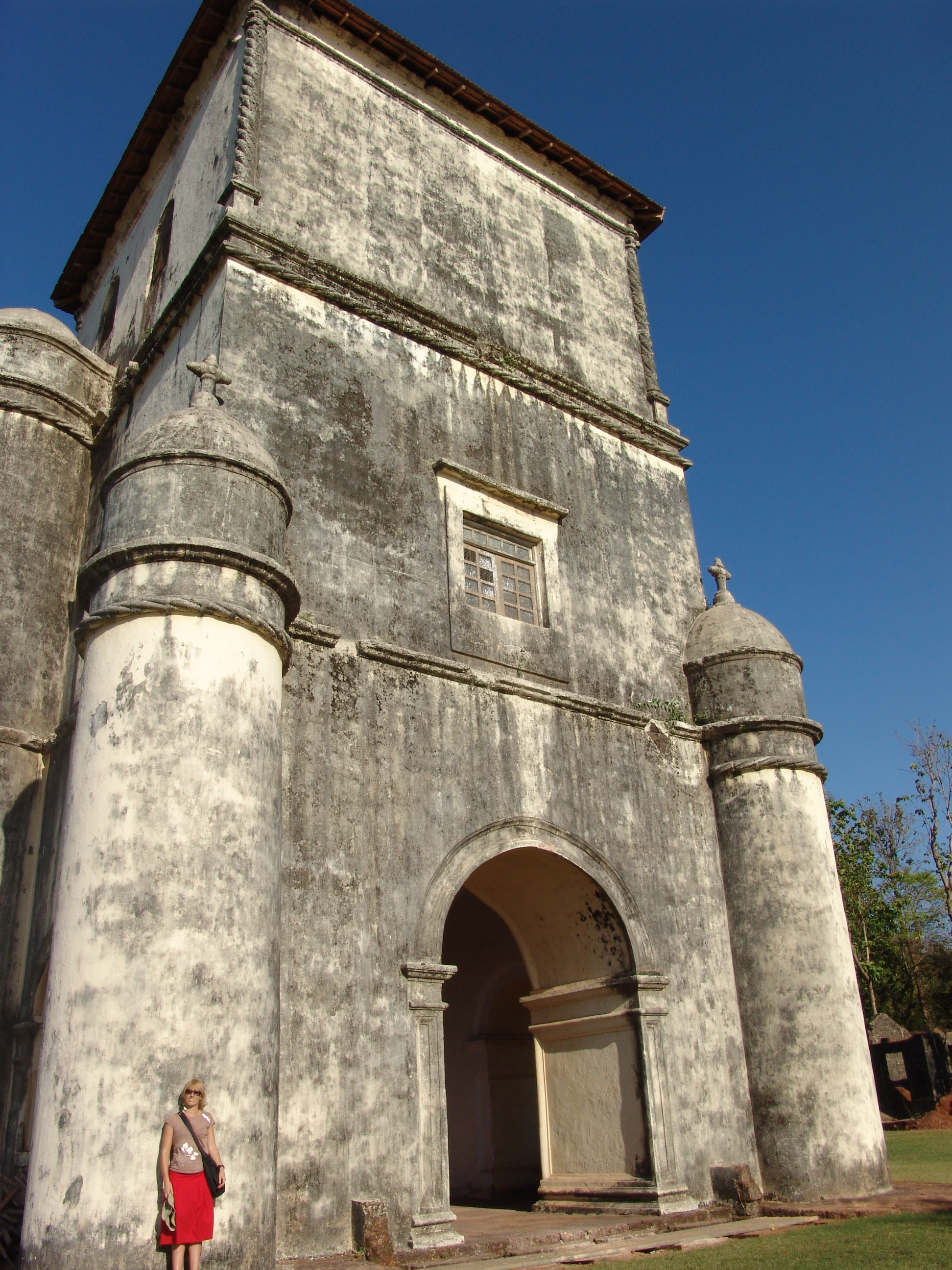
construită la în stil manuelin târziu, cea mai veche din Goa.

San Francisco Xavier, Apóstolo do Oriente.

Misionari iezuiți, franciscani și din alte ordine religioase s-au stabilit în Goa din secolul al XVI-lea, și s-au folosit de acel oraș ca centru de răspândire a catolicismului în India. Coloniștii au fost inițial toleranți față de hinduism și alte religii, dar din 1560 răspândirea catolicismului a fost întărită prin sosirea la Goa a instituției Inchiziției, una foarte temută în acea vreme. Secolele al XVI-lea–al XVII-lea au fost o epocă de aur pentru Goa, unde se desfășura un comerț înfloritor și care ajunsese să aibă privilegii administrative similare celor de care se bucura Lisabona. În primele două secole de prezență portugheză, s-au construit cele mai multe dintre bisericile și mănăstirile care încă mai populează orașul, câștigând admirația călătorilor care treceau prin Goa. Aceste monumente reflectă schimbul cultural și patrimoniul portughez: în timp ce formele arhitecturale urmau canoanele europene, decorurile interioare ale altarelor, picturilor și mobilierului reflectă munca și activitatea artiștilor locali. Acest lucru a fost posibil datorită marii tradiții a artiștilor și sculptorilor indieni din regiunea Goa, ceea ce a făcut să nu fie nevoie să se importe pe scară largă forță de muncă artistică, așa cum s-a întâmplat în Brazilia colonială.
De la sfârșitul secolului al XVII-lea, concurența comercială cu olandezii și britanicii a dus la declinul economic al Vechii Goa⁠(d). Mai multe epidemii au devastat orașul și râul Mandovi a devenit inadecvat pentru navele mai moderne. Viceregele s-a mutat la Panjim (Novo Goa) în 1759, și Goa Veche a pierdut oficial statutul de capitală în 1843.
În secolul al XX-lea, după mai mulți ani de ostilități și negocieri diplomatice, trupele indiene au invadat și anexat Goa⁠(d) pentru a pune capăt secolelor de prezență portugheză. Cu toate acestea, influența culturală continuă până astăzi și este evidentă în monumentele religioase din Goa, declarate loc în patrimoniul mondial de către UNESCO în 1986.

## Monumente

### Igreja de Nossa Senhora do Rosario
Biserica Doamna Noastră a Rozariului⁠(d), construit în anul 1543, este cea mai veche din bisericile din Goa Veche care s-au păstrat. Inițial a fost o biserică parohială, apoi una colegială. La exterior, biserica pare a fi o mică cetate; pridvorul de intrare flancat de mici turnuri cilindrice cu cupole este tipic goticului târziu și Portugaliei manueline⁠(d), în special regiunii Alentejo. În interior, se evidențiază nișele manuelin ale capelelor. În altar, în afara monumentului dedicat Fecioarei Rozariului, pe un perete, este un cenotaf sculptat în alabastru în stil persan sau indian, cu inscripția: „Aqui jaz Dona Catarina, mulher de Garcia de Sa, o qual pede o quem isto ler que peça misericórida un Deus para sua alma” („Aici odihnește Dona Catarina, soția lui Garcia de Sá⁠(d), rugând pe cei care citesc să ceară mila lui Dumnezeu pentru sufletul ei.”) Etajul de mai jos este mormântul lui Garcia de Sá (mort în 1549), succesorul lui João de Castro în funcția de guvernator al Indiei.

### Catedrala Sé din Goa
Goa a fost ridicat rang de episcopie în 1534 de către Papa Paul al III-lea, și s-a construit o catedrală falnică cu hramul Ecaterina din Alexandria în primele decenii de colonizare. Această biserică mică, insuficientă pentru a primi toți credincioșii, a fost reconstruită după 1562, în timpul administrației viceregelui Dom Francisco Coutinho. Construcția a fost extrem de lentă, iar în 1619 numai corpul bisericii era terminat, fațada care lipsea fiind finalizată în 1631.
Această catedrală episcopală din Goa era cea mai mare clădire construită de portughezi în Asia, cu 91 de metri lungime și foarte largă, dimensiuni care, probabil, au contribuit la ritmul lent al lucrărilor. Biserica are trei nave de înălțime egală, în formă de biserică-sală, ca și alte catedrale portugheze ale vremii, cum ar fi catedralele episcopale din Miranda do Douro (începută în 1552), Leiria (începută în anul 1559) și Portalegre (începută în 1556). Fațada dreaptă, cu trei portaluri, are un singur turn: cel drept a fost distrus în timpul unei furtuni în 1766. Navele bisericii sunt boltite și separate prin două rânduri de stâlpi. Dintre decorațiunile interioare ies în evidență magnifica piesă de altar aurită.

### Basilica Bom Jesus

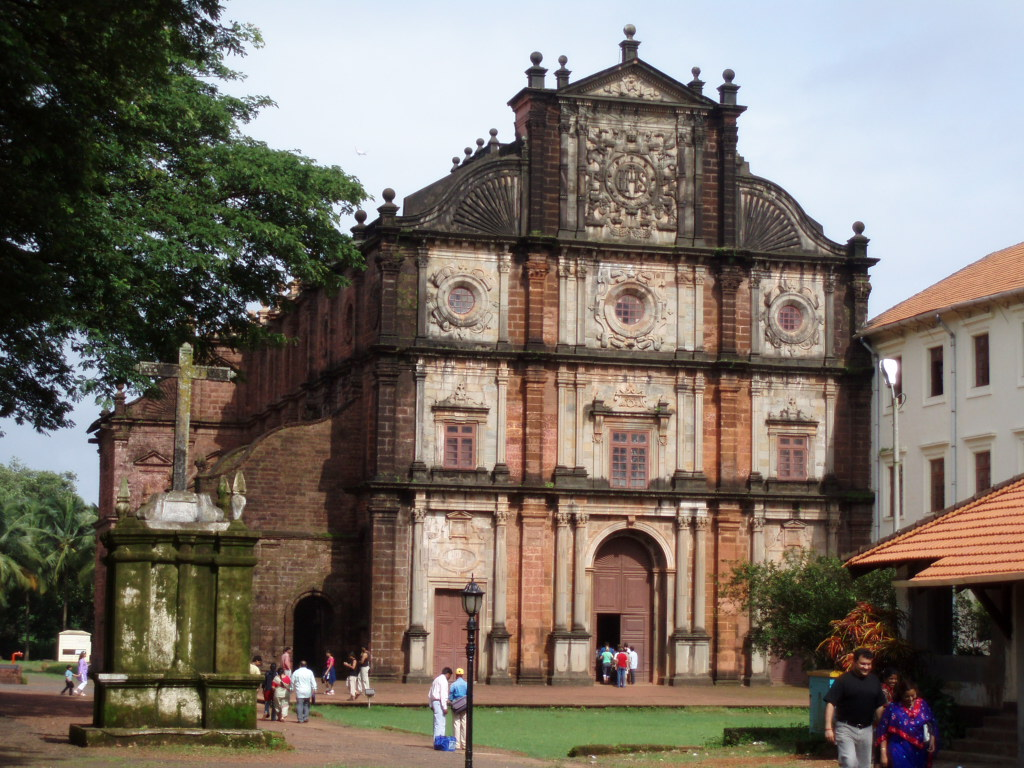
Basilica Bom Jesus este un loc sfânt pentru catolici, având rămășițele Sfântului Francis Xavier (San Francisco Xavier)

Societatea lui Isus a ajuns la Goa în 1542, și cea mai importantă figură a acestei vremi a fost Francisco Xavier, considerat Apostolul Orientului pentru activitatea sa de evanghelizare a Asiei. La puțin timp după sosirea lor, iezuiții au creat un centru de educație religioasă, Colegiul Sf. Paul sau Colegiul São Roque, care avea o bibliotecă foarte mare și o tiparniță, dar acest complex a fost distrus în anul 1830. Marele monument iezuit care a supraviețuit este basilica Bom Jesus⁠(d), începută în 1594 și sfințită în 1605, la care au lucrat inginerul Julius Simon din Goa și iezuitul portughez Domingos Fernandes. După modelul bisericilor iezuite portugheze, cum ar fi biserica Duhului Sfânt din Évora și Biserica Sfântul Rochus din Lisabona, Bom Jesus este un templu cu un singur naos; este acoperită de un strat curbat de lemn și nu are nicio capelă, cu excepția celor două din transept. Fațada bisericii, opera lui Domingos Fernandes, este în stil manierist și are trei portaluri și trei etaje, compartimentate pentru cornișe; pe fațadă este un corp mare decorat teatral pe fronton cu un cartuș cu însemnele Societății lui Isus și flancat de suluri.
Cea mai de valoare comoară din interiorul bisericii este capela din transept în care se află, din 1655, rămășițele lui Francisco Xavier, într-o urnă de argint fin lucrată de artiști locali. Urna este situată într-un mausoleu executat de artistul florentin Giovan Battista Foggini⁠(d) în 1697. Acest monument din marmură italiană⁠(d) a fost oferit din partea Marelui Duce de Toscana, Cosimo III de Medici, și a fost instalat de artistul Placido Francesco Ramponi, trimis special la Goa în 1698 în acest scop. Capela principală are un altar de aur, datând din c. 1699, dedicat pruncului Isus, cu o imagine a lui Ignațiu de Loyola, fondatorul Ordinului.

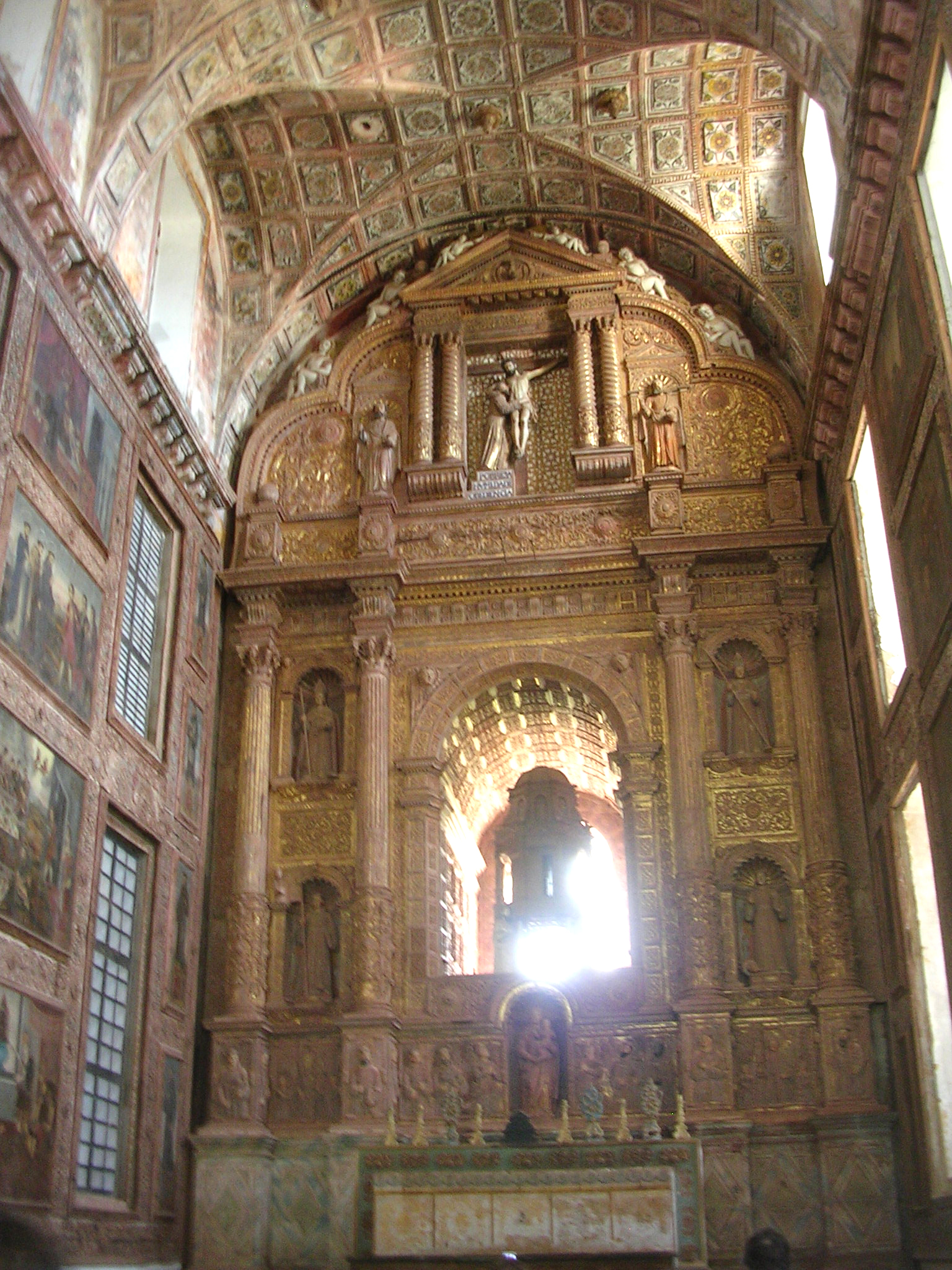
Altarul principal al Bisericii Sf. Francisc de Assisi

Basilica Bom Jesus⁠(d) în Goa a fost clasată în 2009, ca una dintre cele șapte minuni de origine portugheză din lume.

### Biserica Sf. Francisc de Assisi
Ordinul Franciscan a fost primul care s-a stabilit în Goa, obținând în 1517 permisiunea regelui Manuel I al Portugaliei să construiască o mănăstire. Prima biserică a fost finalizată în 1521, dar a fost complet reconstruită după 1661. În timp ce se făcea aceasta, o ușă în stil manuelin⁠(d) a fost păstrată și construită pe fațada manieristă a noii biserici. Acest portal, realizat din piatră de culoare închisă, are un profil lobat și o grevă flancată de sfere armilare, însemnele regelui Manuel. Fatada este îngustă și înaltă, cu două turnuri de secțiune octogonală. În față există o mare cruce de granit.
Interiorul are un singur naos boltit cu capele laterale și transept, acoperite de stucaturi și picturi. Podeaua bisericii, ca și alte biserici din Goa, are o mulțime de morminte cu inscripții și însemne. Capela principală are mai multe picturi ce înfățișează viața sfântului Francisc de Assisi și un mare altar aurit datând din preajma lui1670 cu o imagine a lui Isus pe cruce, îmbrățișându-l cu un braț pe Francis Xavier. În spatele altarului, vizibile printr-o deschidere a acestuia, este un tabernacol sculptat, susținut de statuile celor patru evangheliști, care a fost folosit pentru a expune Sfântul Sacrament⁠(d) și ciboriul.

### Capela Santa Catarina

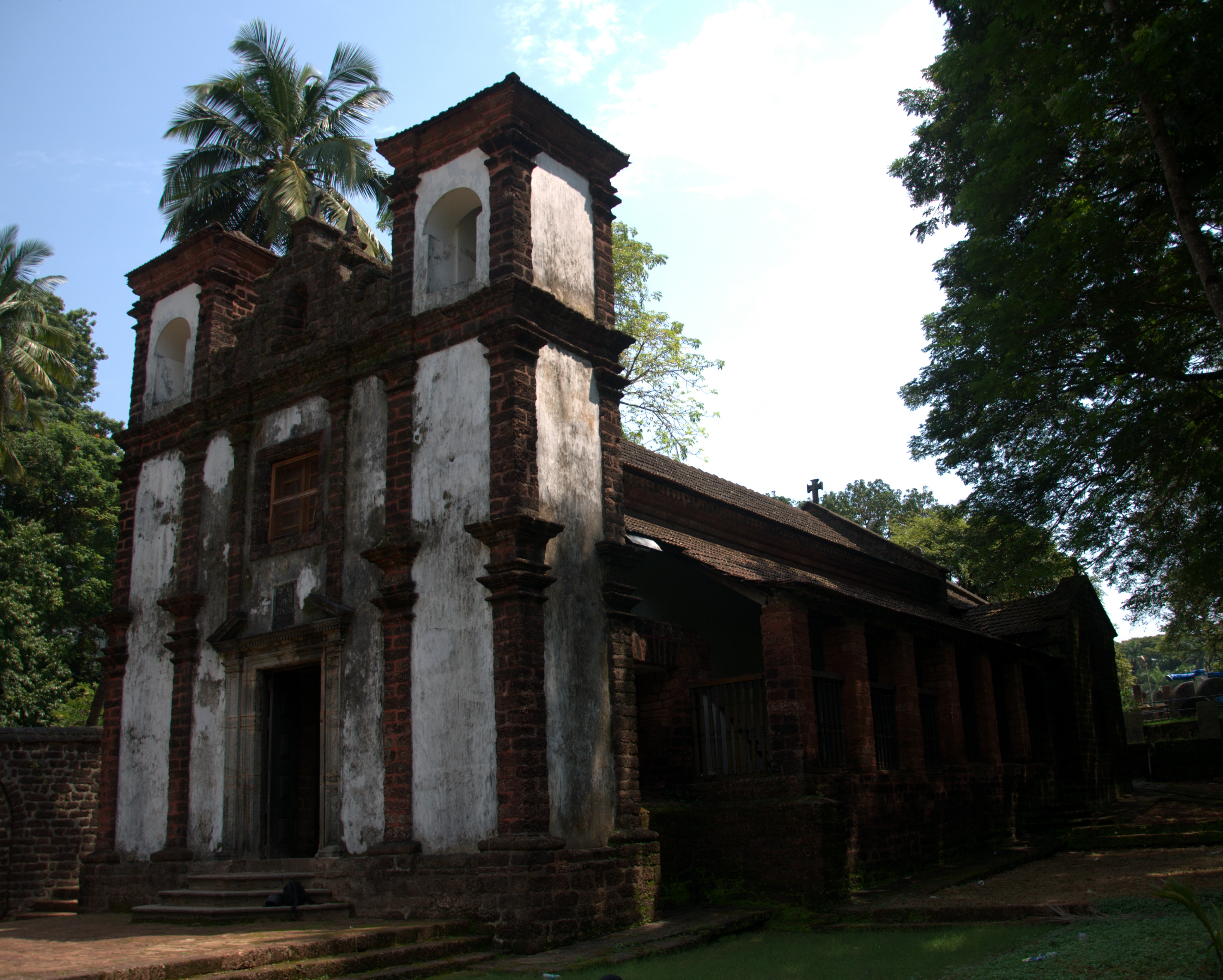
Capela Santa Catarina

În 1510, Afonso de Albuquerque a cucerit orașul Goa. O capelă a fost construită la poarta zidului musulman din Goa, pe unde au pătruns portughezii. Această capelă a fost situată în apropiere de locul Spitalului Regal, care se afla la nord de mănăstirea Sf Francisc, aproape de Arsenal. Ea este la circa 100 de metri vest de biserica St. Francisc de Assisi. În 1534 capelei i s-a acordat statutul de catedrală din partea Papei Paul al III-lea și a fost ulterior reconstruit; piatra sculptată adăugată în timpul etapelor de reconstrucție afirmă că Afonso de Albuquerque a intrat în oraș chiar în acest loc, și, astfel, se crede că capela se află pe ceea ce era înainte fi principala poartă a orașului musulman, cunoscut pe atunci sub numele de Ela.
Este o clădire în plan dreptunghiular, cu un singur naos, cu cap patrulater. Forma este simplă și fațada are trei corpuri separate prin pilaștri. Corpul central are un buiandrug axial drept cu fronton triunghiular, acoperit cu o fereastră flancată de două clopotnițe de secțiune pătrată și acoperiș în două ape. Interiorul bisericii este o singură navă, cu altar de piatră, cu tavan cilindric de piatră și acoperiș similar, tot din piatră.

### Ruinele bisericii Sf. Augustin

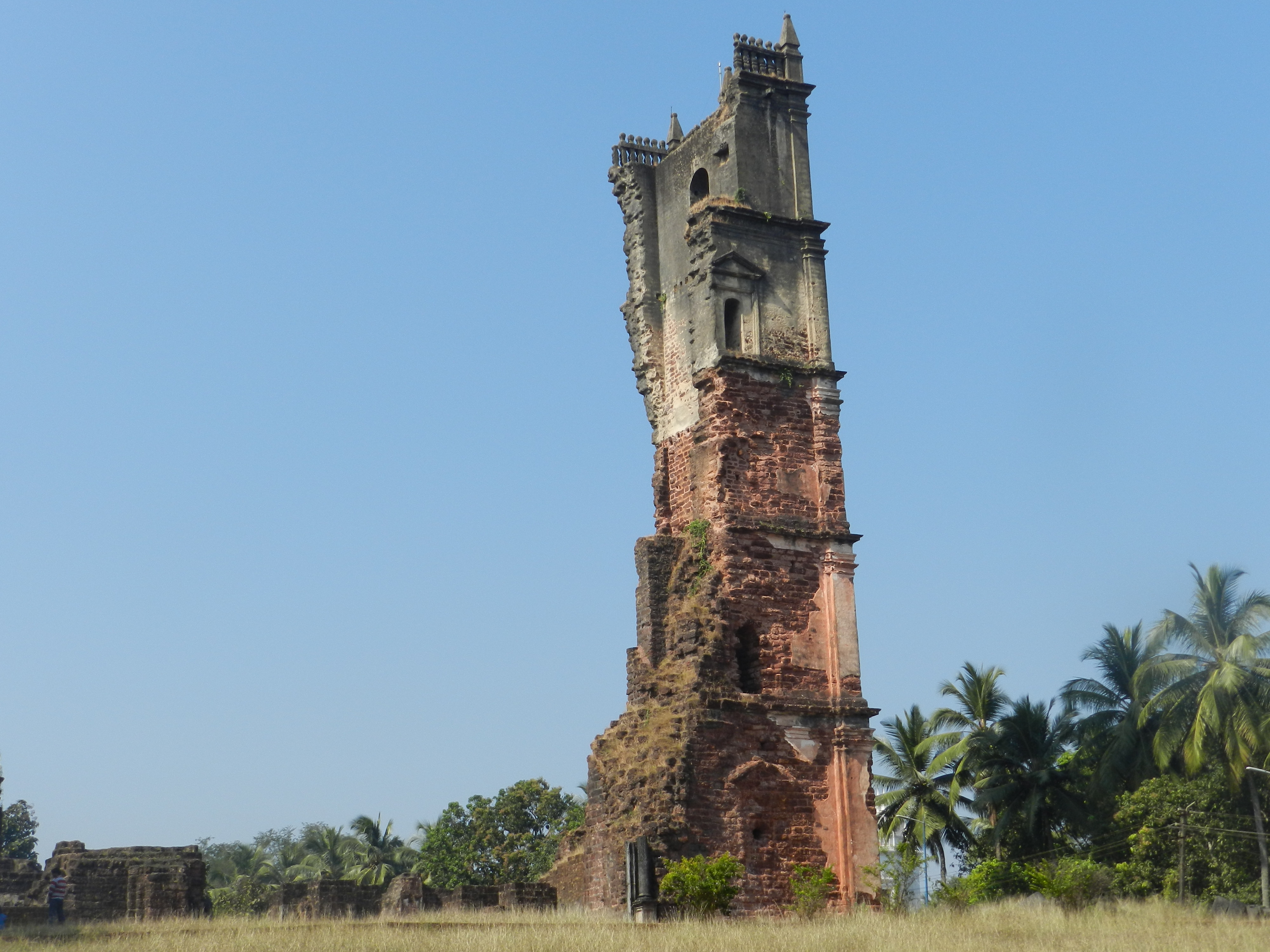
Ruinele clopotniței bisericii Sf. Augustin

Augustinienii⁠(d) au sosit și ei la Goa în secolul al XVI-lea, și au fondat o mănăstire și o biserică după 1597. În prezent, ambele sunt în ruine; bolta bisericii s-a prăbușit în 1842 și fațadele au căzut în 1936. Dintre resturile bisericii, cel mai frapant este o parte dintr-un turn, care este încă în picioare. Este cunoscut faptul că fațada originală a fost flancată de două turnuri uriașe cu cinci etaje, și partea internă a fost un singur naos cu capele laterale și transept.

### Biserica Providența Divină (São Caetano sau Sfântul Cajetan)

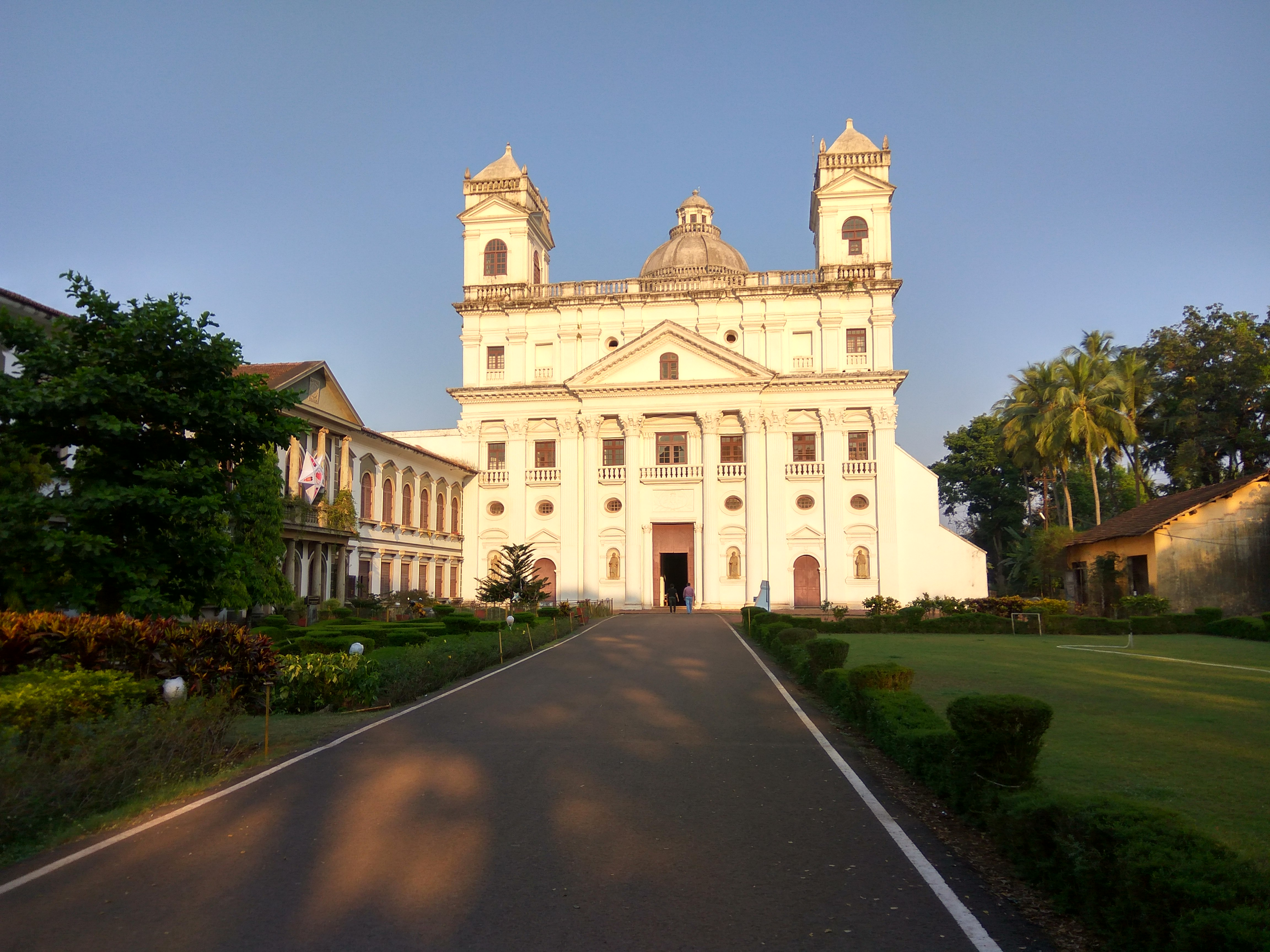
Biserica Providența Divină (Sf. Cajetan)

În 1639, credincioștii teatini au ajuns la Goa și au întemeiat o mănăstire⁠(d). Au construit până în 1665 o biserică⁠(d) închinată sfântului Cajetan⁠(d) și Fecioarei Providenței⁠(d), după proiectul arhitecților italieni Carlo Ferrarini și Francesco Maria Milazzo cu planul în formă de cruce greacă⁠(d). Fațada o imita pe cea proiectată de Carlo Maderno⁠(d) pentru bazilica Sfântul Petru din Roma. Tot pe modelul acelei biserici, este încoronată cu o mare cupolă semisferică. În loc de două cupole însă, ea prezintă două turnuri patrulatere. Biserica prezintă și câteva elemente de arhitectură corintică.
Patru statui de bazalt ale sfinților Paul, Petru, Ioan evanghelistul și Matei sunt situate în nișe în fațadă, unde sunt înscrise și cuvintele: Domus mea, domus oration/s, adică „Casa mea, casă de rugăciune” (gravat pe portal).

## Conservarea și păstrarea
Biroul UNESCO a fost informată că Centrul pentru Patrimoniul Mondial a întreprins o misiune la Goa în ianuarie 1999 pentru a dezvolta o propunere de proiect, bazată pe cooperarea între autoritățile locale din Goa Veche⁠(d) (India), Guimaraes (Portugalia) și Brighton & Hove (Regatul Unit) pentru depunerea unor proiecte în cadrul Programului Asia Urbs al Uniunii Europene⁠(d). În această misiune, s-a remarcat faptul se face un important pentru a conserva monumentele individuale, dar în general situl nu este coerent din punct de vedere vizual și spațial. Lărgirea drumurilor, neglijarea ruinelelor arheologice și organizarea spațială și amenajarea nouă a teritoriului au închis monumentele individuale în pătrate care nu au nicio legătură cu forma urbană istorică, făcând astfel din tot locul o colecție de monumente care subminează integritatea situl ca fost oraș-port.
După consultări cu episcopia catolică din Goa Veche, cu autoritățile statului Goa și cu experți locali de la Fundação Orient (o instituție portugheză), printre alte instituții și organizații non-guvernamentale, și în strânsă colaborare cu filiala locală a Institutului de Cercetări Arheologice al Indiei, Guvernul central indian a pregătit o propunere de proiect pentru conservarea și păstrarea sitului urban. Propunerea este în curs de aprobare de către guvernul central Indian înainte de trimiterea pentru obținerea de donații. Discuțiile ulterioare cu Direcția Generală pentru Monumente Naționale (DGEMN) din Portugalia au avut ca rezultat un angajament de colaborare între guvernul central din India și DGEMN pentru efectuarea unui inventar al sitului ca prim pas în elaborarea unui plan mai coerent de management al conservării.

## Galerie

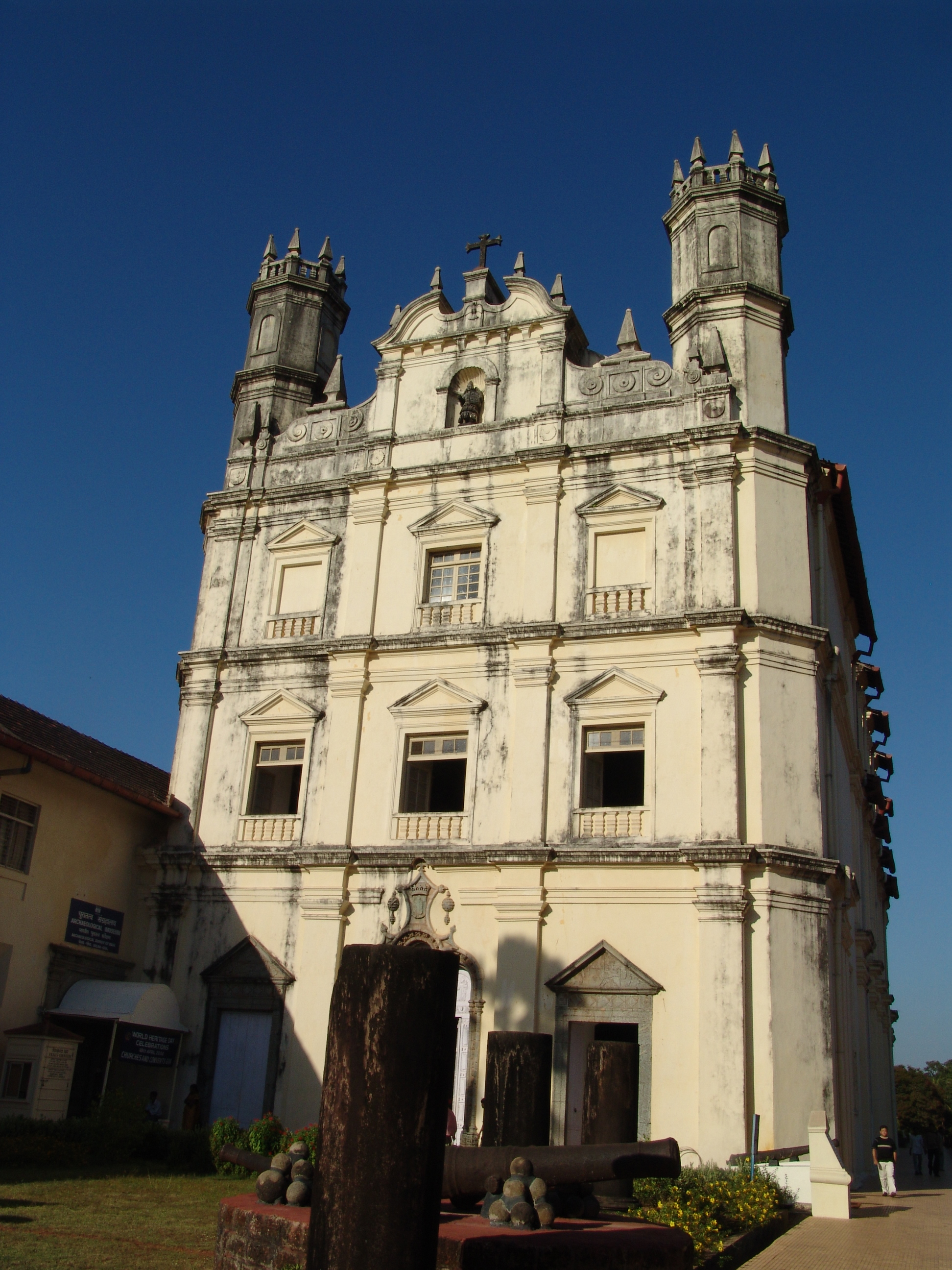
Fațada bisericii Sf. Francisc de Assisi (Igreja de São Francisco de Assis), biserică ce ilustrează cel mai bine amestecul stilului manuelin târziu portughez cu stilul toscan
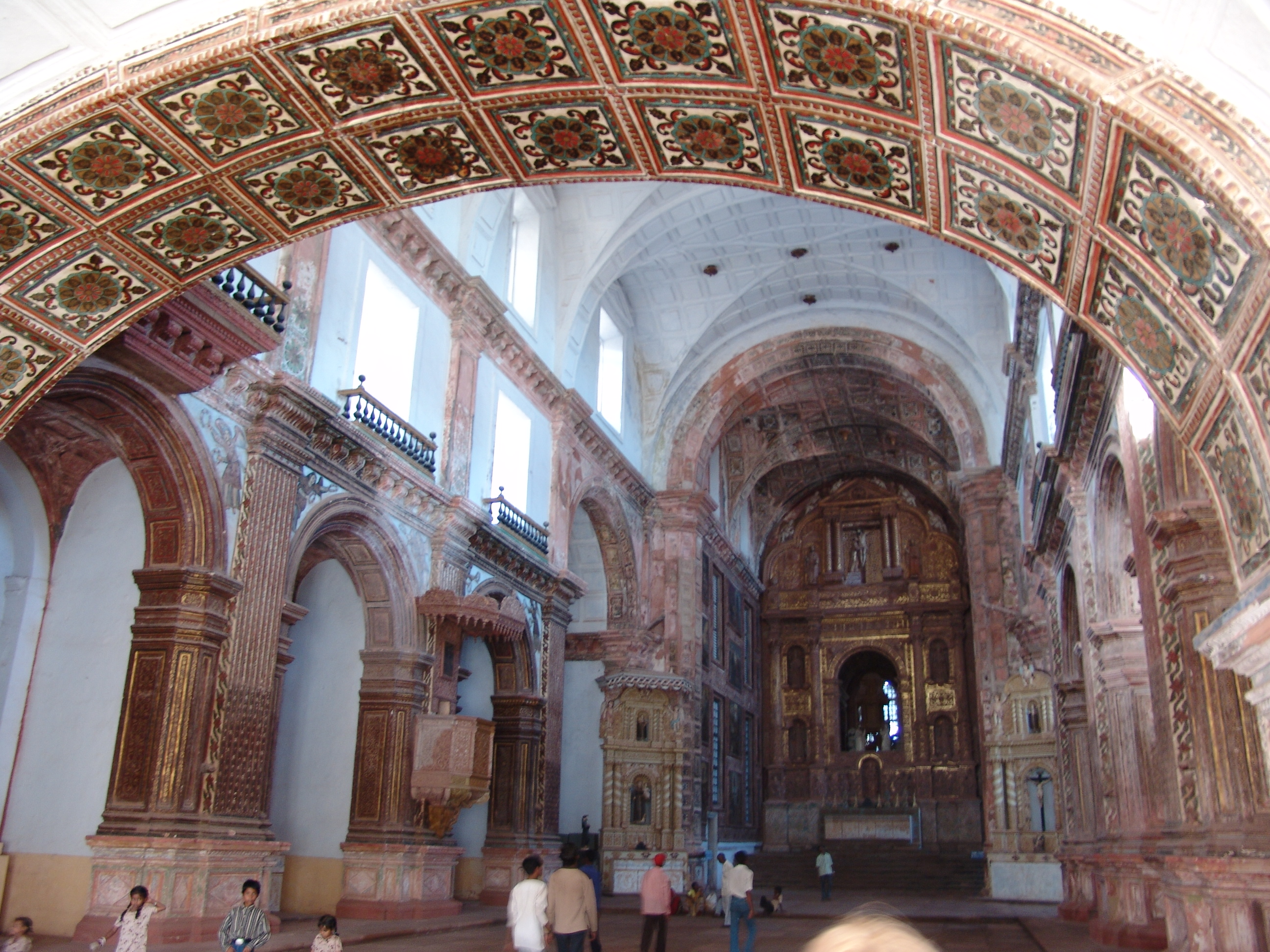
În contrast cu fațada exterioară simplă, interioarele bisericii Sf. Francisc sunt bogat decorate, în stil baroc, cu influențe corintice
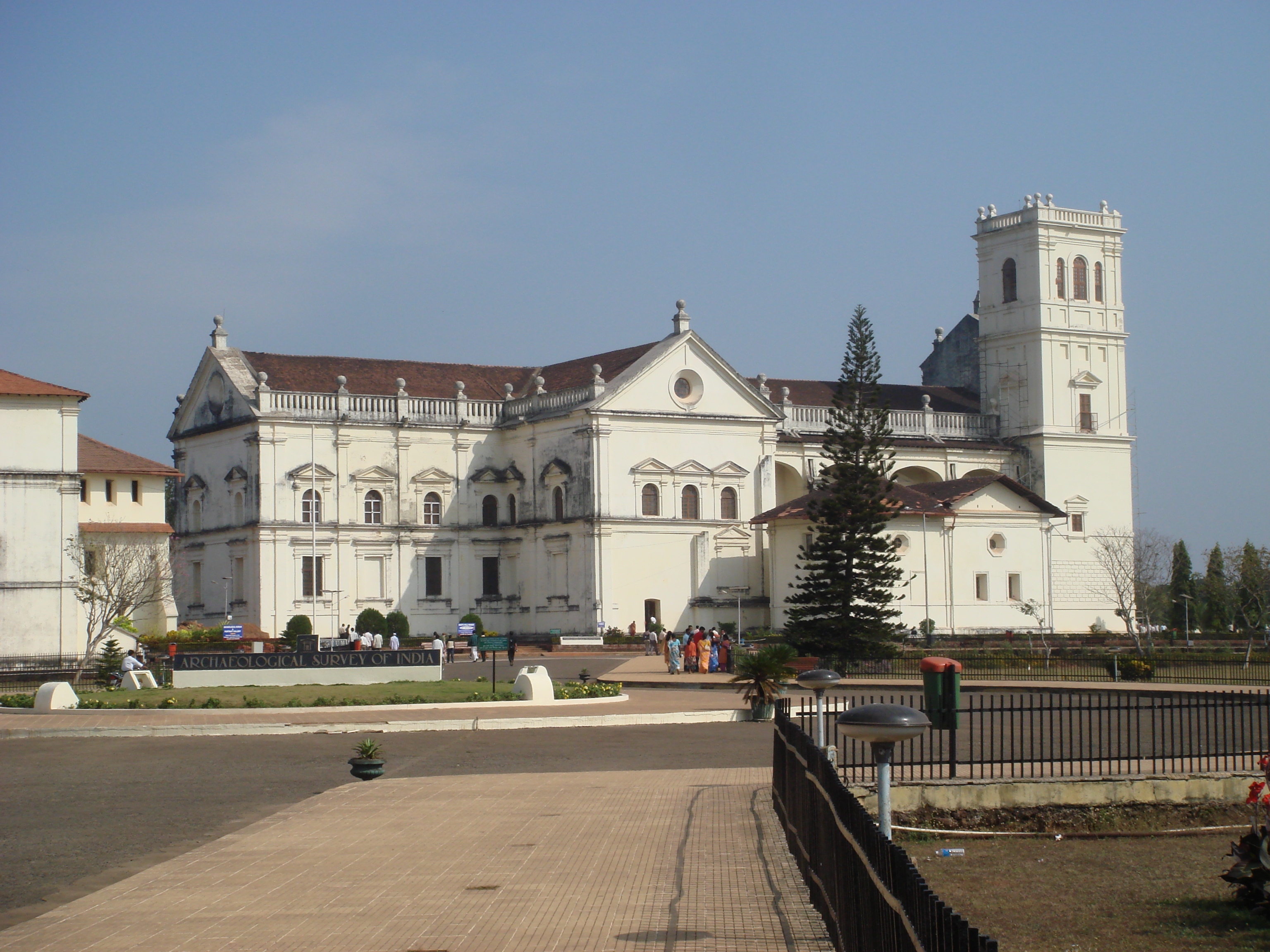
Catedrala toscană Santa Catarina (Sfânta Ecaterina), lungă de peste 76 m lungime și 55 m lățime, cea mai mare biserică din Asia
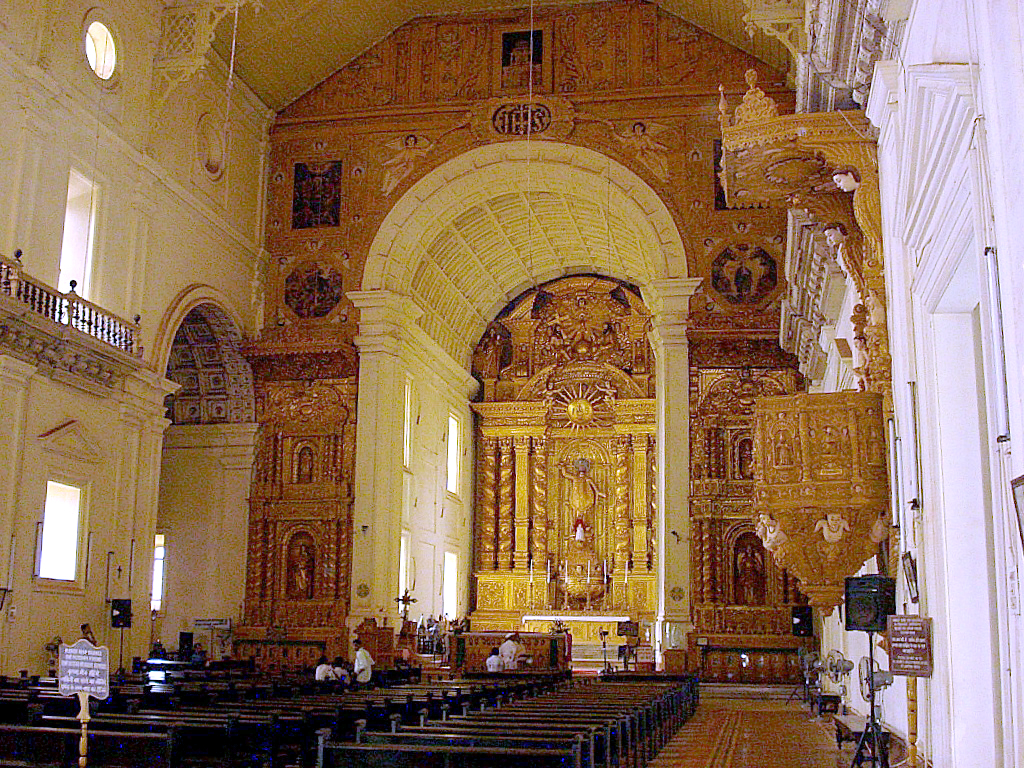
Altarul principal (naosul) basilicii Bom Jesus, celebră în întreaga lume romano-catolică pentru sicriul sfântului Francisc Xavier situat într-un naos (neilustrat aici) lângă altarul principal
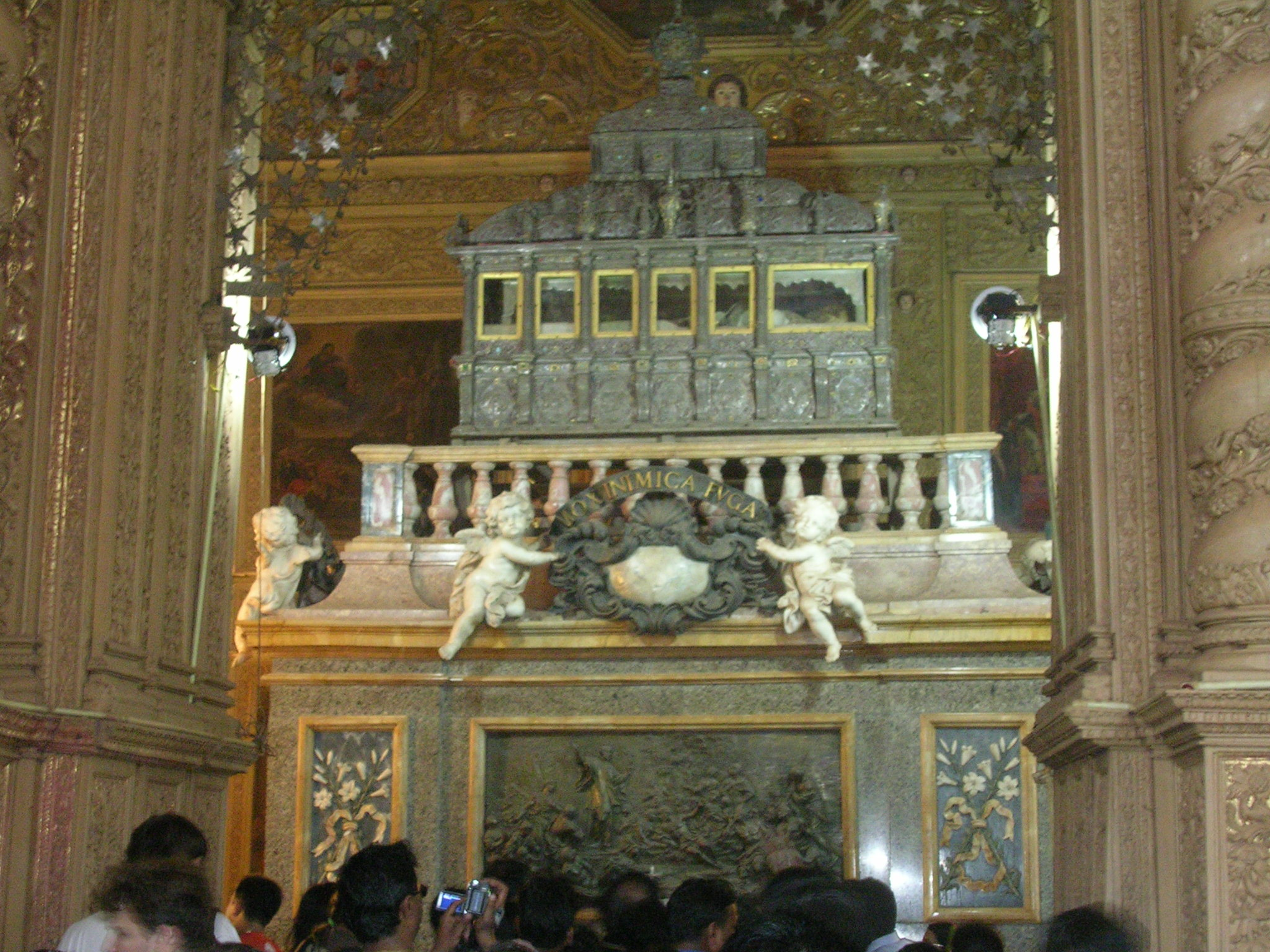
Sicriul de argint al sfântului Francisc Xavier în interiorul basilicii Bom Jesus avânt treizeci și două de episoade din viața lui ilustrate pe toate cele patru laturi placate cu argint
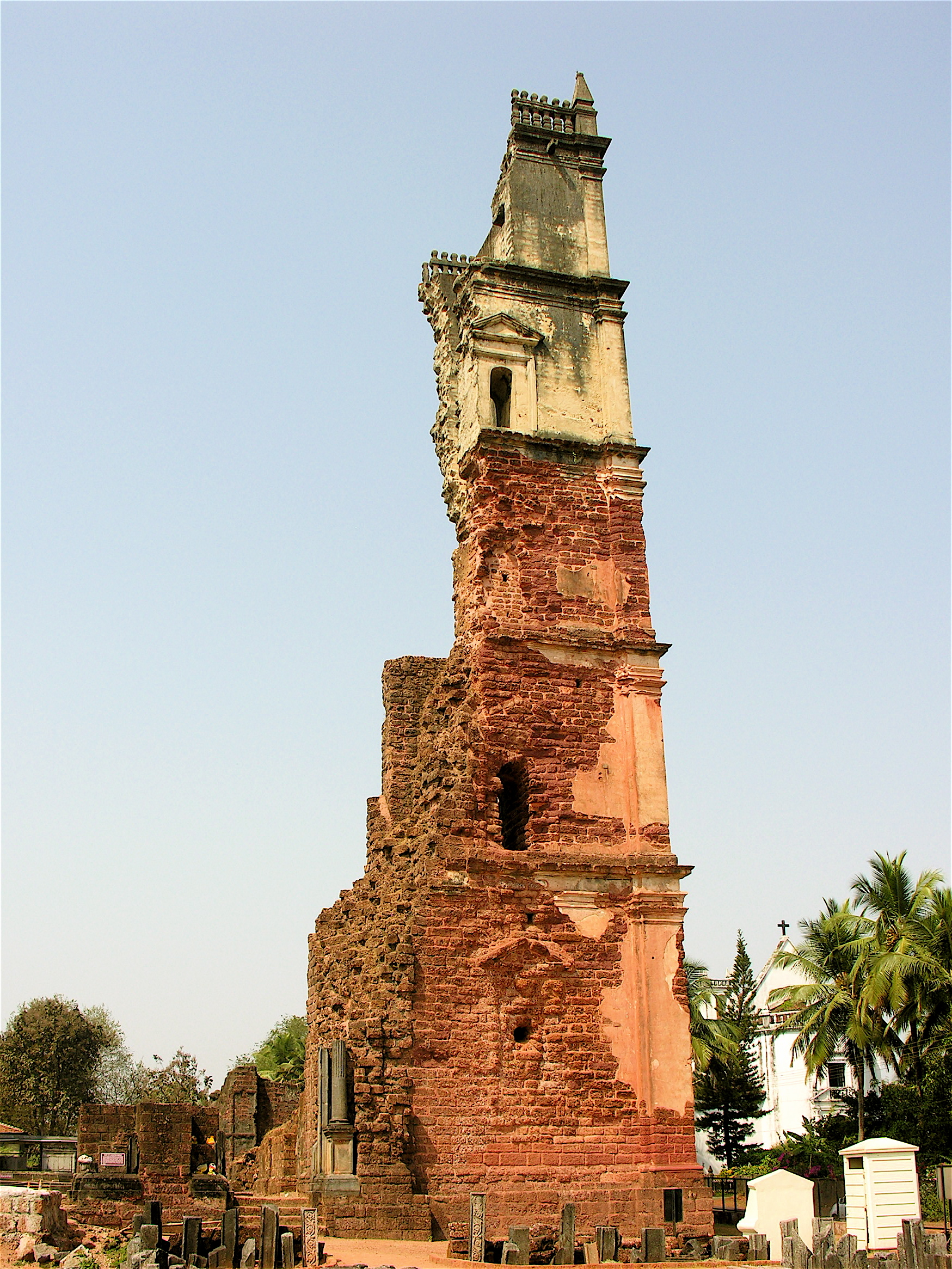
Turnul Sfântul Augustin (Torre de San Augustin) de 46 m înălțime, se află pe vârful Monte Santo (Dealul Sfânt), parte dintr-o fostă mănăstire augustiniană
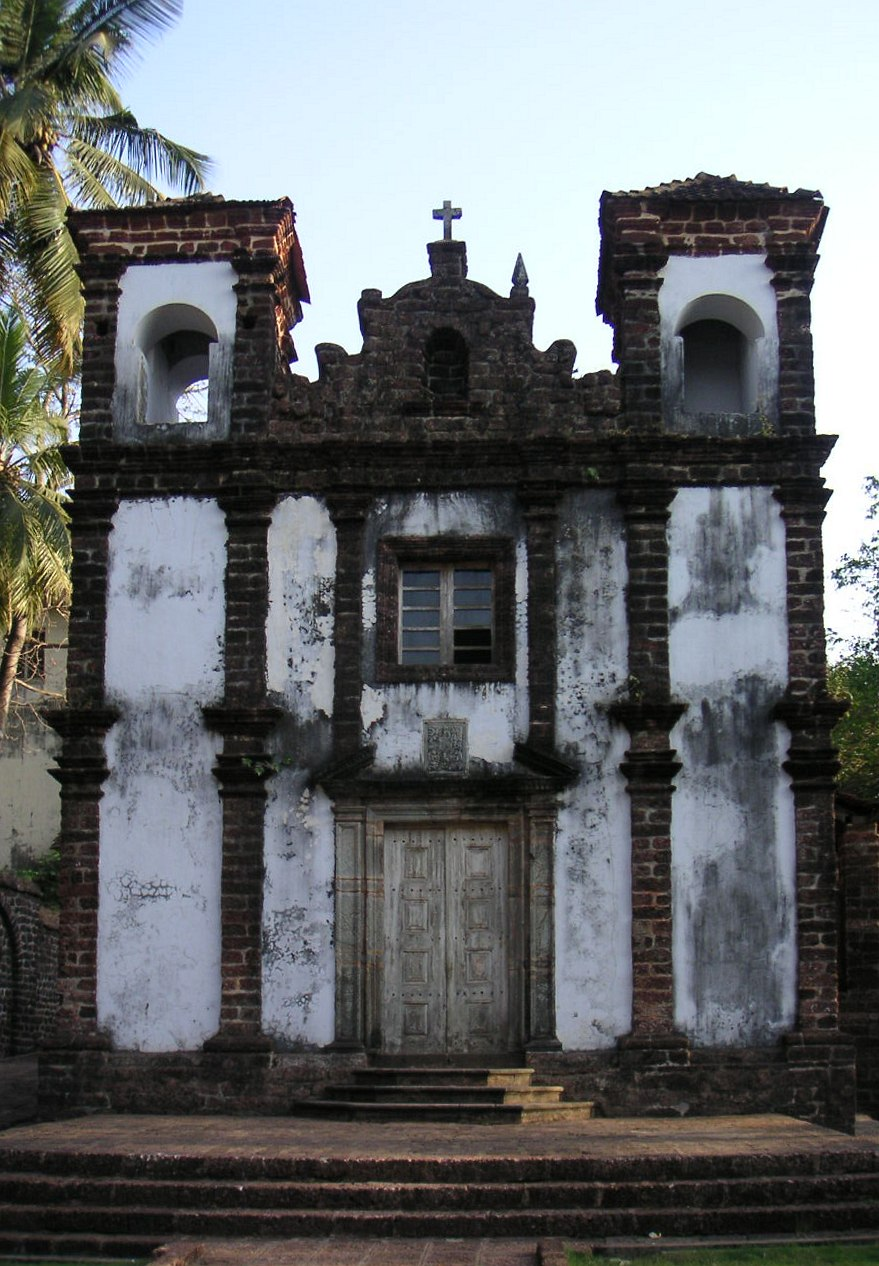
Capela Santa Catarina construită de Afonso de Albuquerque în 1510 pentru a comemora intrarea lui triumfală în ziua de Sfânta Ecaterina
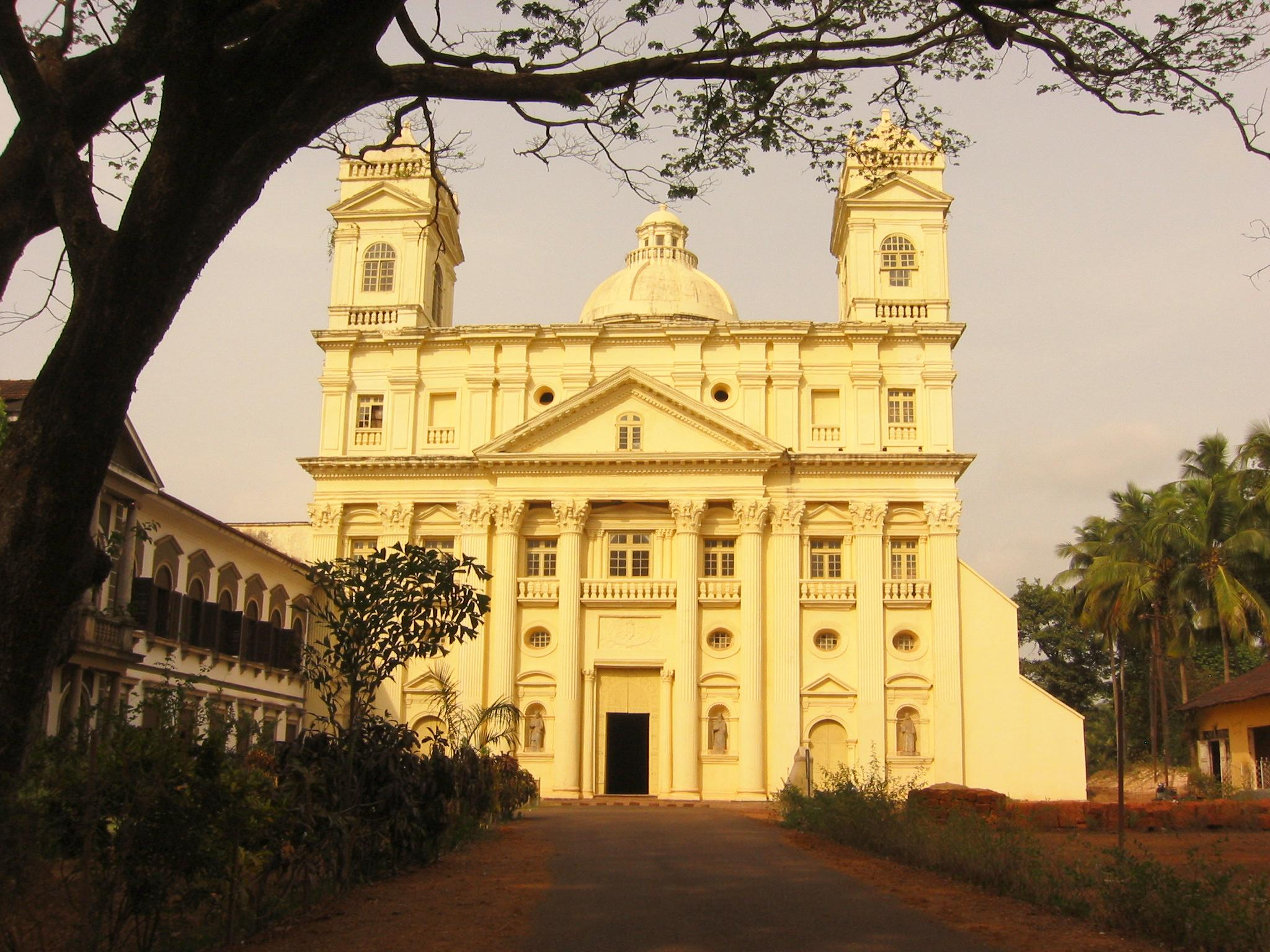
Biserica Providența Divină (Igreja da Divina Providência) de lângă mănăstirea Sfântul Cajetan (Convento de Saint Cajetan) este modelată după Basilica Sf. Petru și are două turnuri și coloane corintice și pilaștri ce susțin un fronton, în care sunt adăpostite statui ale apostolilor.
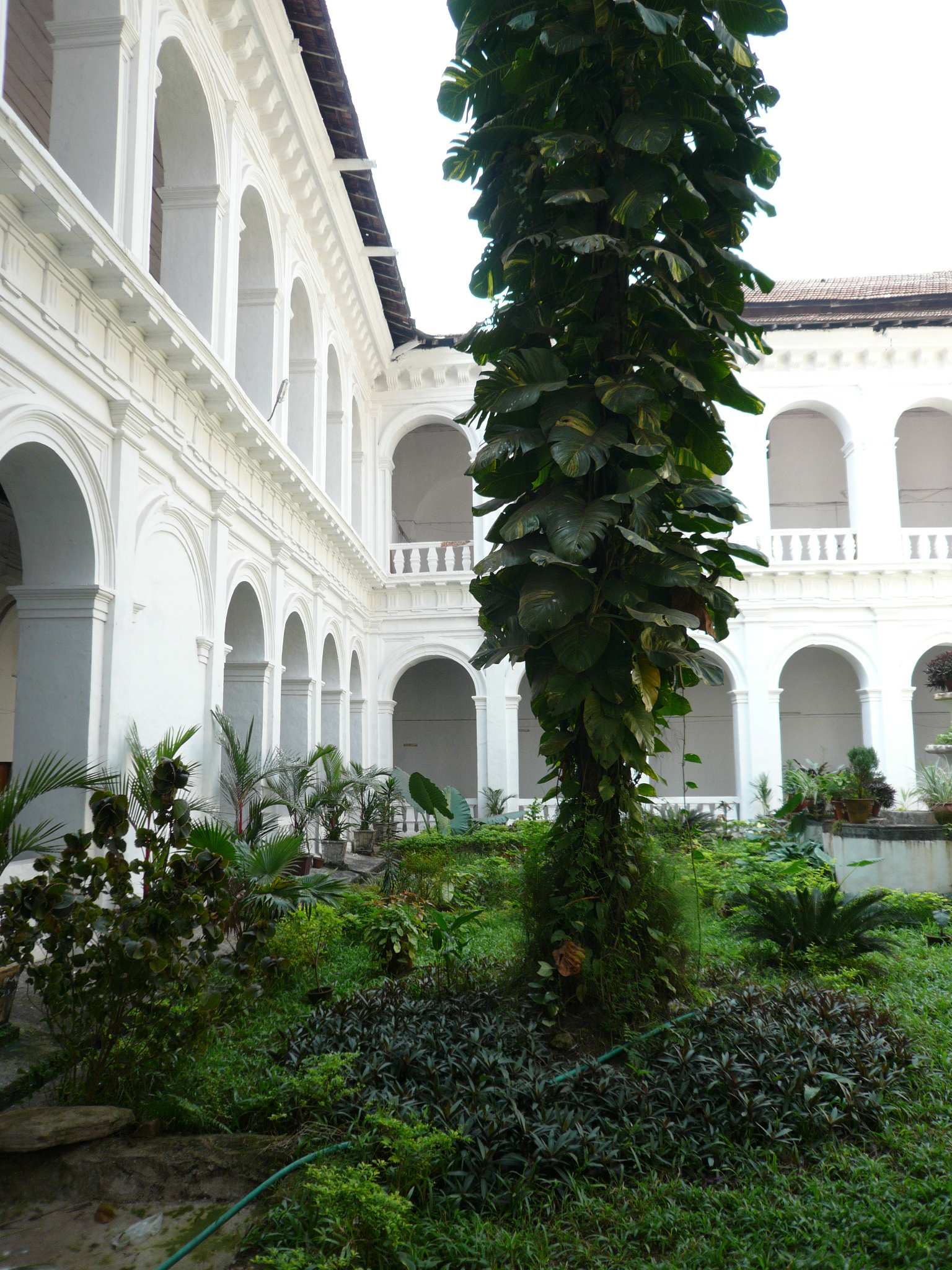
Finalizată în 1589 sub supravegherea Fr. Domingos Fernandes, Cassa Professa este, conform legii iezuite, destinată exercitării treburilor Societății lui Isus în Goa
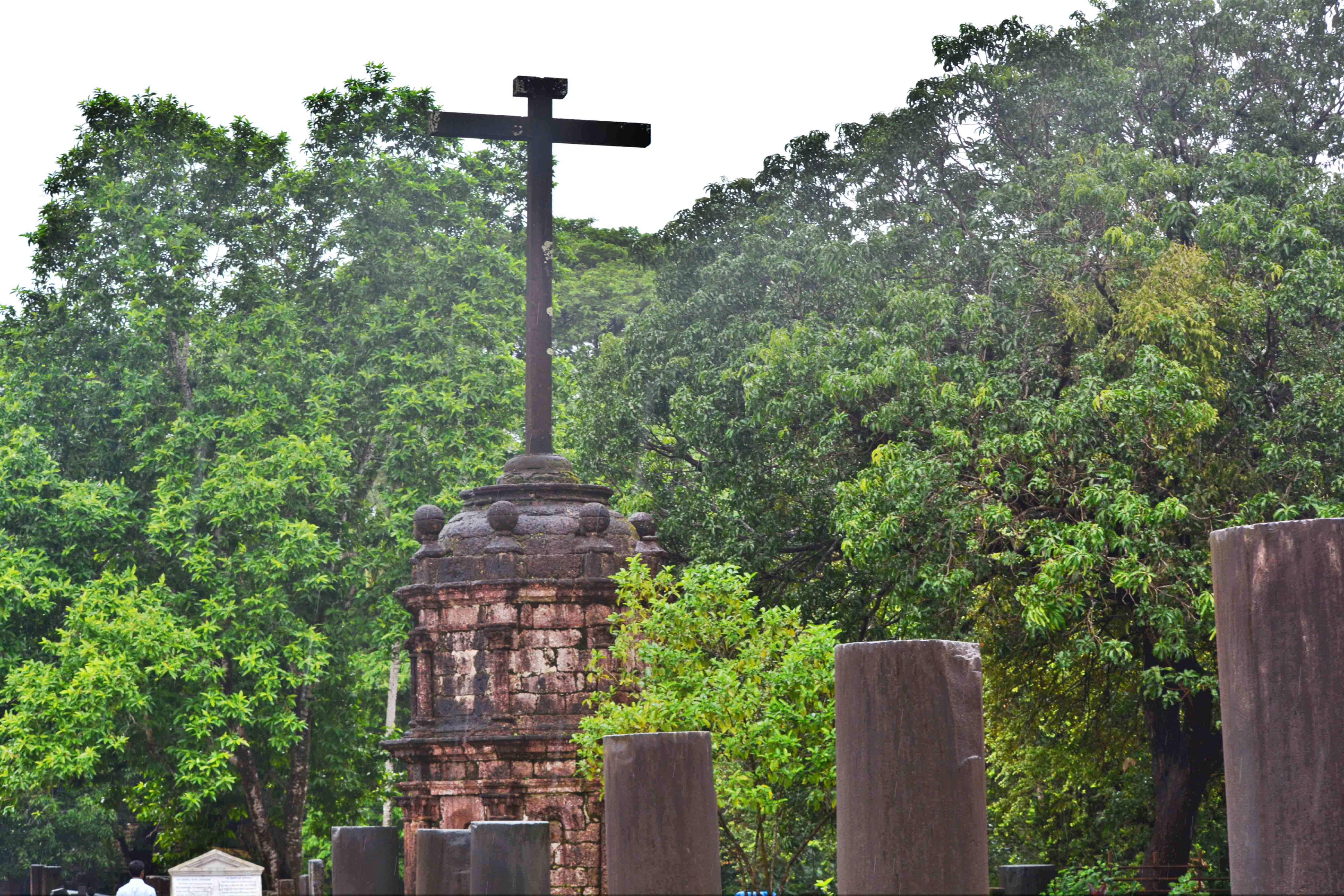
Zonele înconjurătoare sunt punctate de cruci străvechi, toate încă venerate în Goa de astăzi
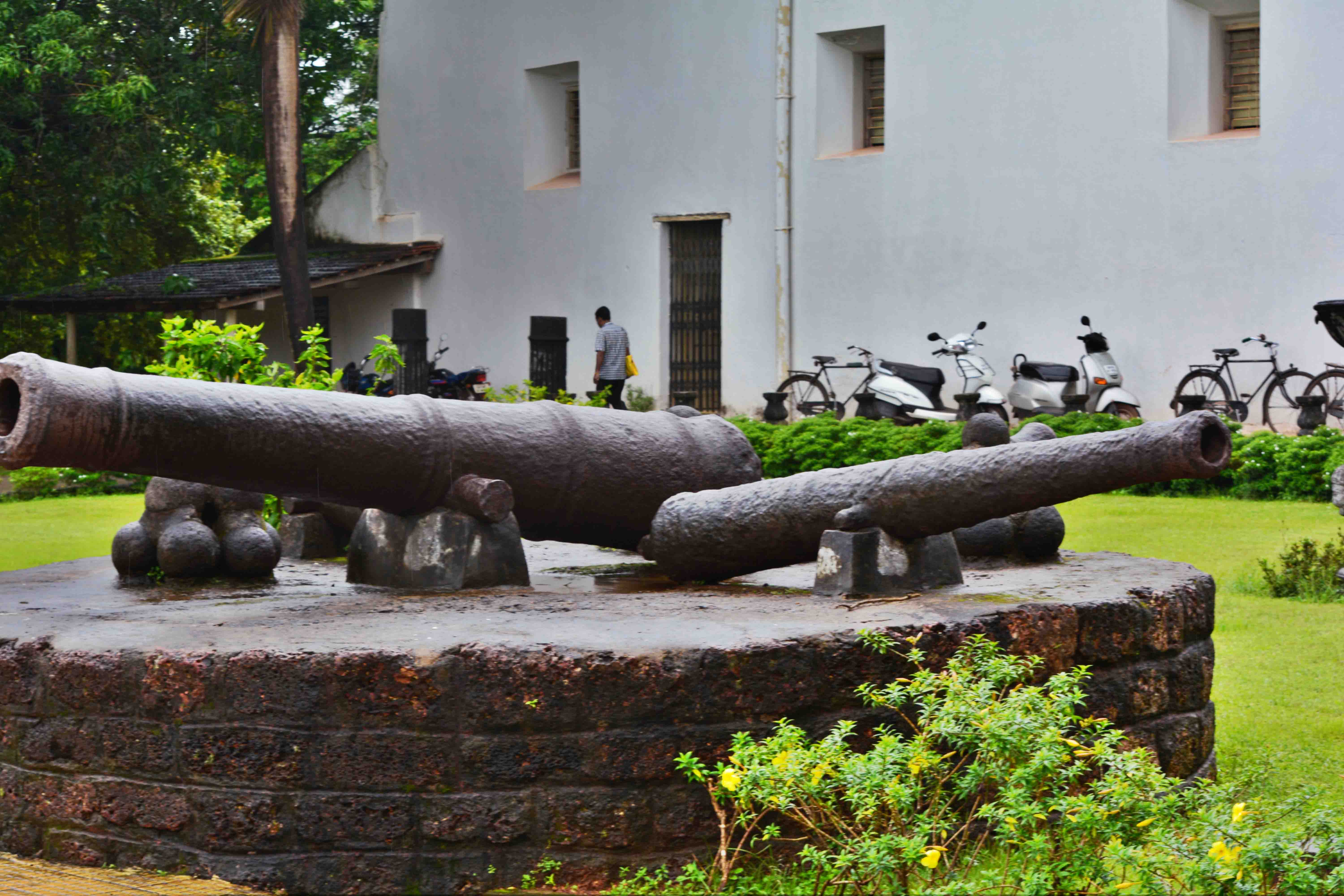
Tunuri portugheze servesc ca amintire a zilelor de glorie ale târgului Goa
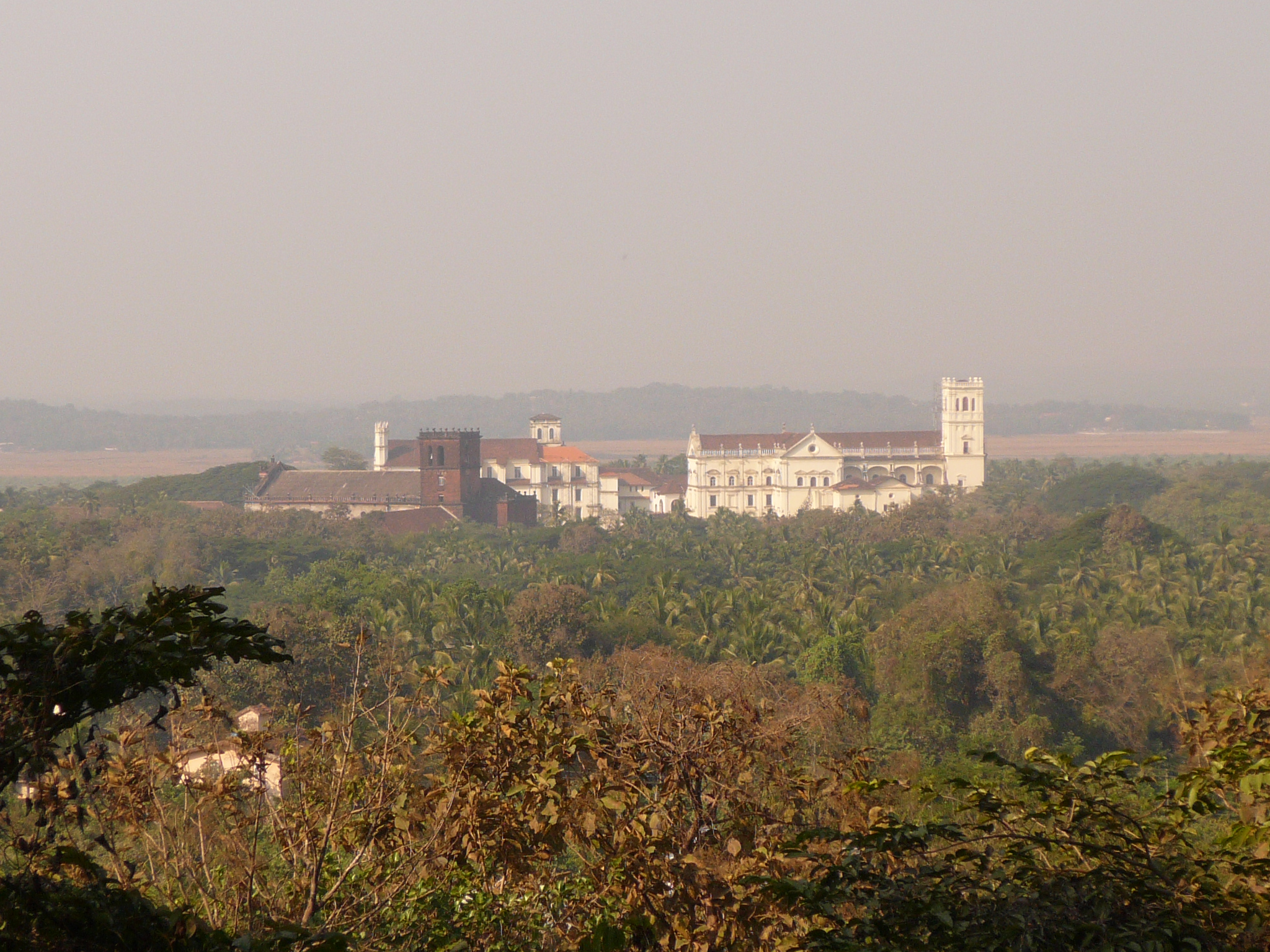
Vedere la distanță a Vechii Goa astăzi cu impunătoarele biserici și catedrale ridicându-se din zonele cu vegetație luxuriantă
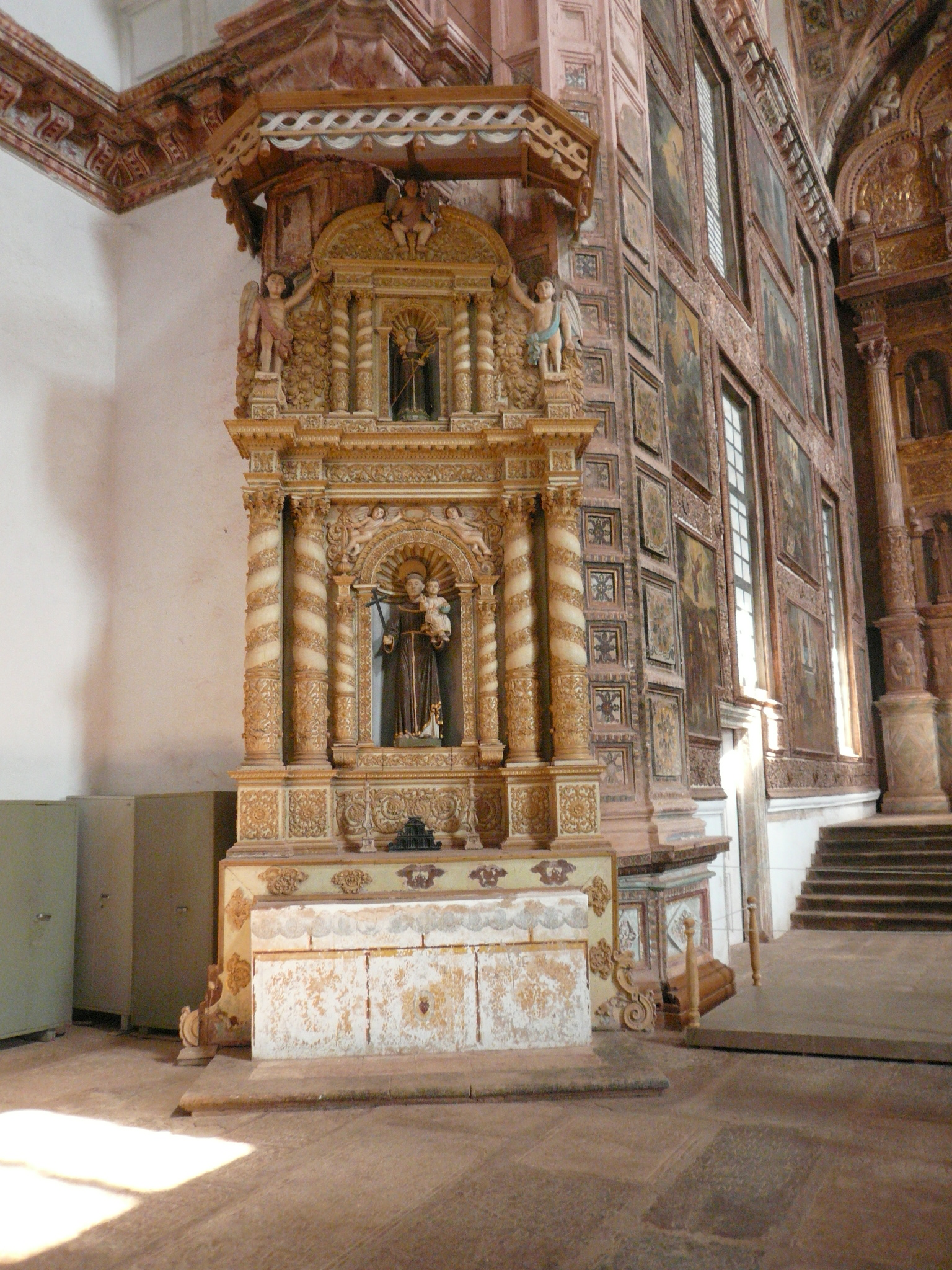
Un mic altar, trăsătură comună în mai multe biserici din Goa
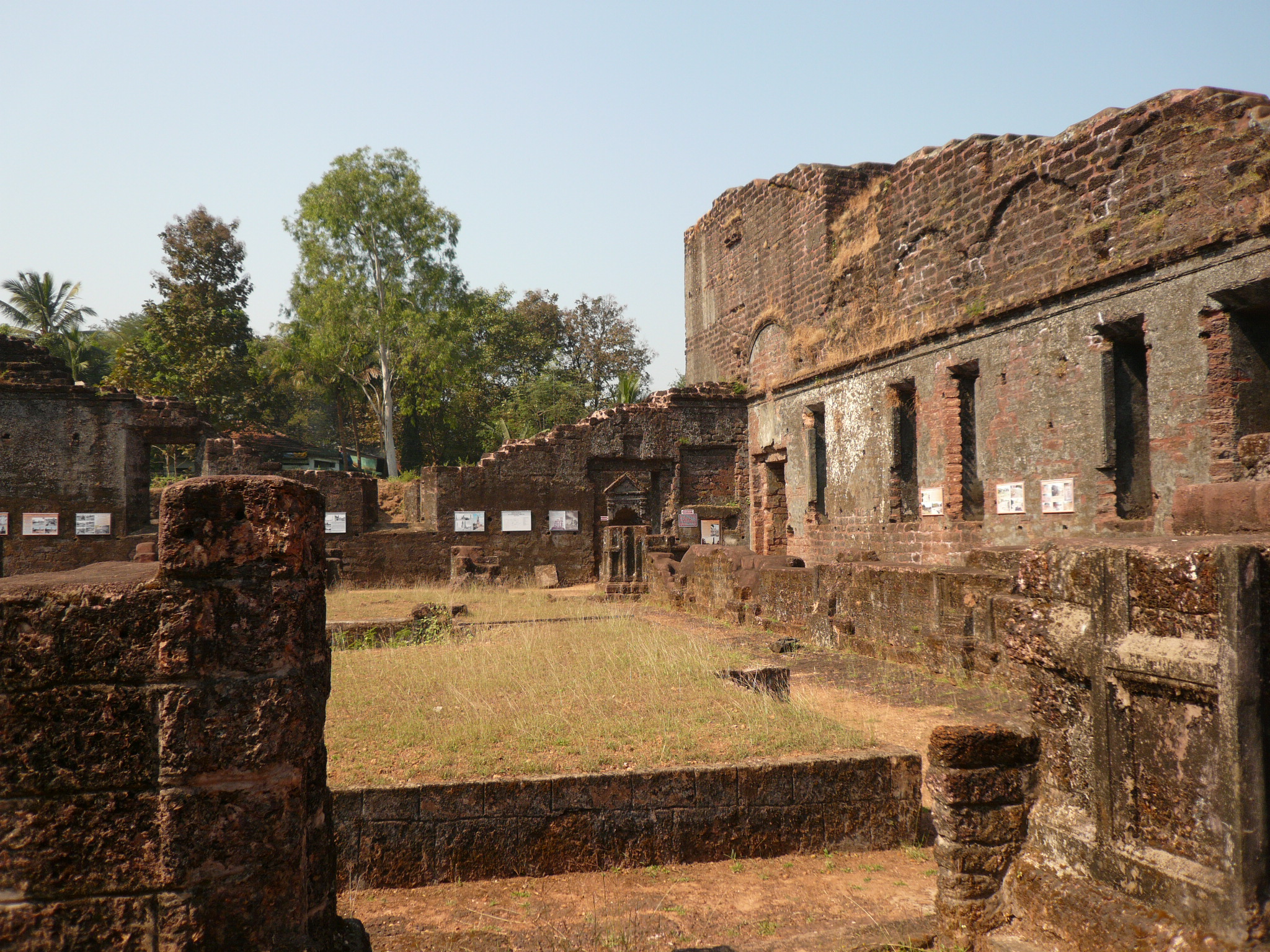
Ruinele spațiilor religioase ale fostului oraș, unde vizitatorii pot reflecta asupra dimensiunilor orașului vechi